# Подготовка, чтобы быть вместе неопределённое количество времени
«Подготовка, чтобы быть вместе неопределённое количество времени» (венг. Felkészülés meghatározatlan ideig tartó együttlétre) ― венгерский драматический фильм режиссёра Лили Хорват. Премьера фильма состоялась на Венецианском кинофестивале 6 сентября 2020 года, в венгерских кинотеатрах фильм вышел в прокат на 18 дней позже. 
Фильм был выбран как представляющий Венгрию в номинации «Лучший полнометражный фильм на иностранном языке» на 93-й церемонии вручения премии «Оскар», но так и не был номинирован.

## Сюжет
На конференции в Нью-Джерси опытный нейрохирург Марта Визи встречается с врачом Яношем Дрекслером. Марта влюбляется в Яноша с первого взгляда. Через месяц влюблённые снова встречаются, но уже на мосту Свободы в Будапеште. Уволившись с работы в Америке и вернувшись в родную Венгрию, Марта жаждет встретиться с Яношем и договаривается о встрече, но в назначенное время он не приходит. Придя в Будапештский медицинский университет, Марта видит Яноша, но тот говорит ей, что они никогда раньше не встречались.
Решив остаться в Будапеште, Марта снимает ветхую квартиру и устраивается на работу в больницу, в которой работает Янош. Там она вызывает гнев коллег из-за своего отношения к пациентам больницы. Она следит за Яношем после работы. Вскоре Марта начинает посещать терапевта, поскольку начинает сомневаться, имела ли место первая встреча, и ищет диагноз расстройства личности.

## Критика
Агрегатор рецензий Rotten Tomatoes даёт фильму рейтинг 88% на основе 56 отзывов со средней оценкой 7/10. По мнению критиков сайта, «у фильма очень громоздкое название, но он рассказывает о природе любви с похвальной ясностью».

## Главные роли
- Наташа Шторк ― Марта Визи
- Виктор Бодо ― Янош Дрекслер
- Бенетт Вильманьи ― Алекс
- Жольт Надь ― Криван Барна
- Питер Тот ― психиатр
- Андор Лукатс ― Фрид

## Награды
| Фестиваль               | Дата            | Результат | Примечания |
| ----------------------- | --------------- | --------- | ---------- |
| Чикагский кинофестиваль | 25 октября 2020 | Победа    | [ 6 ]      |
| Независимый дух         | 22 апреля 2021  | Номинация | [ 7 ]      |